# Garsa de mar de les Chatham
La garsa de mar de les Chatham (Haematopus chathamensis) és una espècie d'ocell de la família dels hematopòdids (Haematopodidae) que habita platges de les illes Chatham, al sud de Nova Zelanda.